# Rinkemühle

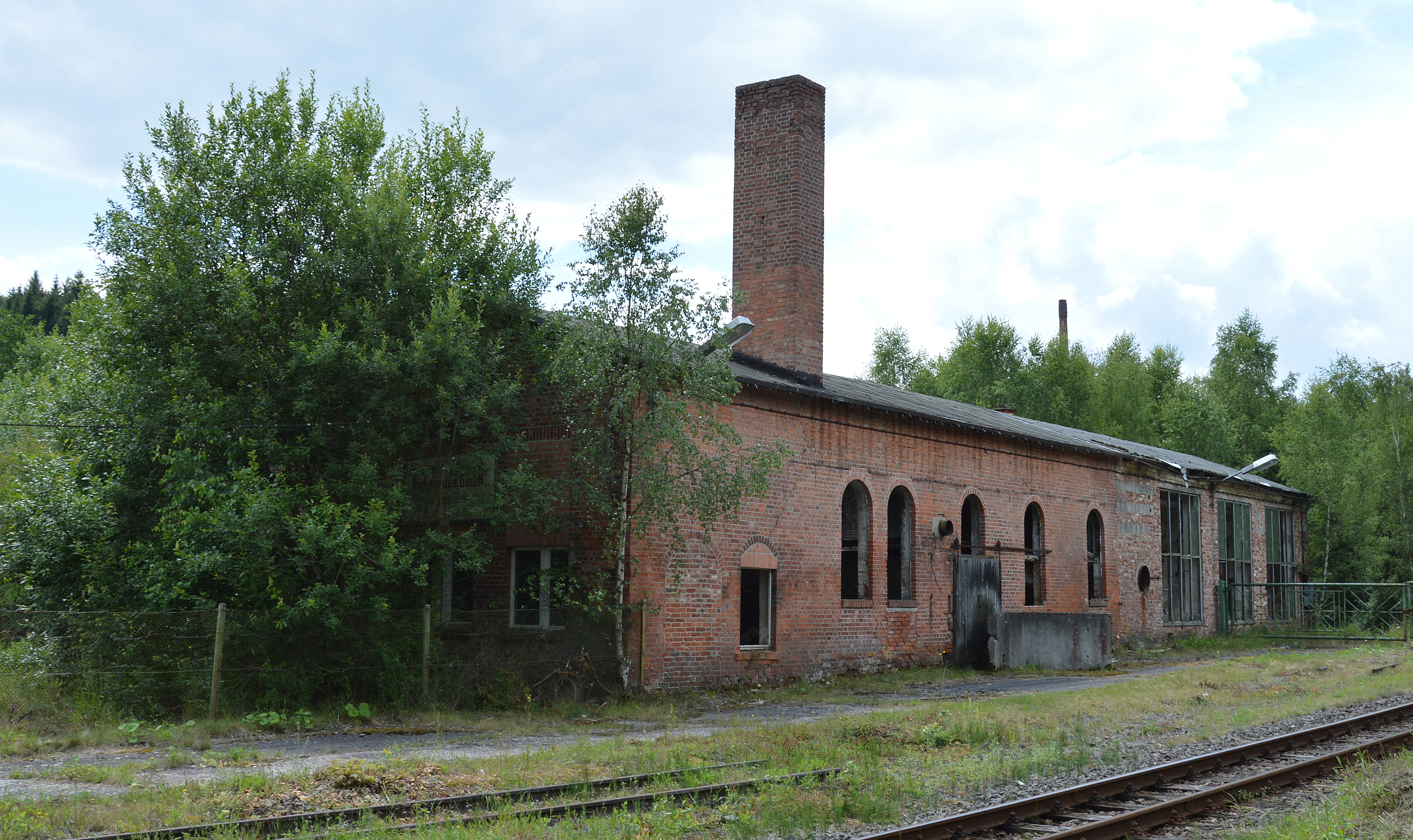
Rinkemühle, 2017

Rinkemühle ist eine frühere Mahl- und Sägemühle zwischen Straßberg und Silberhütte im Harz. Sie ging entweder aus einer bis in das 16. Jahrhundert bestehenden Schmelzhütte hervor, oder wurde im 16. Jahrhundert völlig neu angelegt. Zuletzt wurde die Rinkemühle als Sägewerk genutzt. Sie hatte ein Anschlussgleis an die Selketalbahn.
Auf der genannten Schmelzhütte wurde 1539 das erste anhaltische Erz geschmolzen.
Nordwestlich des Mühlenstandortes befindet sich das erhaltene ehemalige Wohnhaus Rinkemühle 2 des Mühlenbesitzers. Nördlich führt der Selketalstieg entlang.